# Maximiliano Bajter
Maximiliano Bajter Ugollini (ur. 1 marca 1986 w Montevideo) – urugwajski piłkarz występujący na pozycji prawego pomocnika, obecnie zawodnik meksykańskiego Veracruz.

## Kariera klubowa
Bajter pochodzi ze stołecznego miasta Montevideo i jest wychowankiem akademii juniorskiej tamtejszego zespołu CA Peñarol. Do pierwszej drużyny został włączony jako dwudziestolatek przez szkoleniowca Mario Saraleguiego i w urugwajskiej Primera División zadebiutował 16 czerwca 2006 w przegranym 1:5 spotkaniu z Montevideo Wanderers. Premierowe gole w najwyższej klasie rozgrywkowej strzelił natomiast 30 września tego samego roku w wygranej 4:2 konfrontacji z Rentistas, kiedy to dwukrotnie wpisywał się na listę strzelców. W tym samym sezonie 2006/2007 zdobył z Peñarolem tytuł wicemistrza kraju, lecz nie potrafił sobie wywalczyć miejsca w wyjściowym składzie. Podczas rozgrywek 2007/2008 zanotował kolejny tytuł wicemistrzowski, natomiast w sezonie 2009/2010 zanotował pierwsze w swojej karierze mistrzostwo Urugwaju, pozostając jednak głębokim rezerwowym drużyny prowadzonej przez trenera Diego Aguirre.
Latem 2010 Bajter na zasadzie wolnego transferu przeszedł do innego stołecznego zespołu, Centro Atlético Fénix, którego barwy reprezentował bez większych sukcesów przez rok, po czym wyjechał do Norwegii, na zasadzie sześciomiesięcznego wypożyczenia zasilając ekipę SK Brann z miasta Bergen, dołączając do swojego rodaka Diego Guastavino. W Tippeligaen zadebiutował 3 sierpnia 2011 w wygranym 3:2 meczu z Vikingiem, a na koniec sezonu zajął z nią czwarte miejsce w tabeli. Na początku 2013 roku został wypożyczony po raz kolejny, tym razem do chilijskiego Uniónu La Calera, w którego barwach 26 stycznia 2013 w wygranym 2:1 pojedynku z Antofagastą zadebiutował w tamtejszej Primera División. Pierwszą bramkę w lidze chilijskiej zdobył 16 lutego tego samego roku w wygranym 1:0 spotkaniu z Deportes Iquique, a ogółem w Uniónie spędził rok, będąc kluczowym zawodnikiem linii pomocy, jednak nie zdołał odnieść żadnego osiągnięcia.
W styczniu 2014 Bajter przeniósł się do meksykańskiego Tiburones Rojos de Veracruz, w tamtejszej Liga MX debiutując 4 stycznia 2014 w zremisowanym 1:1 meczu z Chiapas.
| Sezon     | Klub                        | Kraj     | Rozgrywki        | Mecze | Bramki |
| --------- | --------------------------- | -------- | ---------------- | ----- | ------ |
| 2005/2006 | CA Peñarol                  | Urugwaj  | Primera División | 1     | 0      |
| 2006/2007 | CA Peñarol                  | Urugwaj  | Primera División | 9     | 4      |
| 2007/2008 | CA Peñarol                  | Urugwaj  | Primera División | 8     | 0      |
| 2008/2009 | CA Peñarol                  | Urugwaj  | Primera División | 25    | 0      |
| 2009/2010 | CA Peñarol                  | Urugwaj  | Primera División | 8     | 0      |
| 2010/2011 | Centro Atlético Fénix       | Urugwaj  | Primera División | 24    | 4      |
| 2011      | SK Brann                    | Norwegia | Tippeligaen      | 8     | 0      |
| 2011/2012 | Centro Atlético Fénix       | Urugwaj  | Primera División | 8     | 0      |
| 2012/2013 | Centro Atlético Fénix       | Urugwaj  | Primera División | 11    | 0      |
| 2013      | Unión La Calera             | Chile    | Primera División | 15    | 5      |
| 2013/2014 | Unión La Calera             | Chile    | Primera División | 17    | 4      |
| 2013/2014 | Tiburones Rojos de Veracruz | Meksyk   | Liga MX          | 8     | 0      |